# Аумюле
Аумюле (на немски: Aumühle) е селище в Северна Германия, в окръг Херцогство Лауенбург на провинция Шлезвиг-Холщайн. Разположен е на 6 km северно от река Елба и на 21 km източно от Хамбург. Споменава се за пръв път в средата на 14 век. През 1871 година императорът подарява близката гора Заксенвалд на канцлера Ото фон Бисмарк за изключителните му заслуги за обединението на Германия и той изгражда там свое имение в местността Фридрихсру. Населението на Аумюле е около 3000 души (2011).

## Известни личности
Починали в Аумюле
- Ото фон Бисмарк (1815 – 1898), политик
- Херберт фон Бисмарк (1849 – 1904), политик
- Ото фон Бисмарк (1897 – 1975), политик
- Карл Дьониц (1891 – 1980), офицер